# José Joe Baxter
José Luis Joe Baxter (Buenos Aires, 24 de mayo de 1940 - Francia, 11 de julio de 1973) fue un activista, guerrillero y militante político argentino. Fue y es considerado como una figura histórica controversial, ya que estuvo afiliado en diferentes momentos de su vida al conservadurismo, el peronismo y el trotskismo de su país, siendo también un predicador del nacionalsocialismo alemán y admirador de Adolf Hitler y Benito Mussolini. Su nombre de guerra era "Rafael".

## Primeros años
Era hijo de un irlandés llamado Joseph Baxter, que se dedicaba a la cría de caballos, y de María Luis Denaro, argentina, hermano de Mary Baxter.
Joe creció en su juventud en Marcos Paz. Como su padre solía hablarle en idioma inglés y concurrió al colegio San Albano de Lomas de Zamora, terminó siendo bilingüe, algo que le serviría mucho.
A los 10 años, en una caída, se quebró el brazo derecho. Por alguna razón no dijo nada y dejó de mover el brazo para inmovilizar el dolor. Cuando los padres se dieron cuenta, ya era tarde y el hueso había soldado mal, por lo que a partir de ahí, siempre tuvo un movimiento limitado en el brazo derecho.

## Actividad política

### Comienzo de su militancia
Desde muy joven, Joe comenzó a interesarse por las ideas políticas, en una Argentina convulsionada por la caída de Juan Domingo Perón. En 1956, un compañero suyo de secundaria llamado Óscar Denovi lo invitó a la agrupación a la que pertenecía, la Unión Nacionalista de Estudiantes Secundarios.

### Antisemitismo e ideología nazi
Compuso un poema antisemita titulado Núremberg.[cita requerida]

### Militancia en el MNT y MNRT
En 1957, junto con otros militantes de la UNES, creó la agrupación Movimiento Nacionalista Tacuara, más conocida como Tacuara, de fuerte corte nacionalista y católico.
Su función dentro de la organización era la de relaciones públicas, tarea ideal para una personalidad extrovertida y con gran capacidad de comunicación como la suya.
Sin embargo, a medida que la agrupación crecía, se fue dividiendo en lo ideológico. Cierto sector del MNT se hizo más peronista, mientras que otra parte continuaba con la línea ultracatólica, nacionalista y antisemita. Baxter estaba en el primer grupo. En 1962, junto con otros militantes de Tacuara, se separó y creó el Movimiento Nacionalista Revolucionario Tacuara (MNRT), de tendencia mucho más peronista.
En 1963 su agrupación llevó a cabo su golpe más grande asaltando el Policlínico Bancario, robando más de 100.000 dólares. Baxter no participó en el asalto, sino que fue uno de los encargados de lavar el dinero viajando a Brasil y Uruguay para cambiar los pesos robados.
En Buenos Aires, Baxter solía reunirse con militantes peronistas y de izquierda de otras agrupaciones, como John William Cooke, Silvio Frondizi, Nahuel Moreno y un empresario con conexiones en Cuba, Egipto y Argelia llamado Héctor Orlando Villalón.
En todo este periodo, Baxter trabajó en la empresa telefónica estatal ENTEL.

### En la clandestinidad
A fines de ese año, la Policía descubre quienes fueron los ejecutores del asalto y varios integrantes del MNRT, incluyendo Baxter, se ven obligados a entrar a la clandestinidad y viajar a Uruguay. Ahí establece su centro de comandos clandestinos y sigue en contacto con otros militantes peronistas y los integrantes del MNRT que consiguieron escapar de la Policía argentina. Un ejemplo de ambigüedad ideológica de Baxter, cuando la Policía allanó su casa en Villa Urquiza, encontró afiches de Hitler, Mussolini y Fidel Castro.
Se creó una alianza entre su agrupación y otras también de tendencia peronista, llamada Movimiento Revolucionario Peronista (MRP). En enero de 1964, se embarcó a Madrid para conocer personalmente a Perón. El contacto lo había realizado Villalón. Perón le dio su apoyo en la organización de una agrupación revolucionaria peronista. Se dice que el General comentó sobre Baxter: "Es un muchacho fantástico. Parece capaz de hacer él solo la revolución".
Después de su viaje a Madrid, Baxter se dirigió hacia la Egipto y Argelia.

### Período del PRT-ERP
Después de su gira europea, terminó luchando en la Guerra de Vietnam contra los Estados Unidos y fue condecorado por el mismo Hồ Chí Minh. Tras la victoria vietnamita, Baxter volvió a Montevideo y se juntó con los Tupamaros, grupo guerrillero uruguayo, en sus inicios.
En 1965 viajó a China para instruirse en la guerra revolucionaria, junto con otros militantes argentinos, entre ellos José Luis Nell.
En 1967 viajó a Cuba, donde conoció a su esposa Ruth Arrieta y tuvieron una hija, a la que bautizaron Mariana Baxter. Allí se relacionó con Luis Enrique Pujals, Rubén Pedro Bonnet, Daniel Hopen y Helios Prieto que lo convierten al trotskista, dejando el peronismo.
En 1968 Baxter inició una nueva gira por Europa, empezando por París, donde participó en un encuentro con la Liga Comunista Revolucionaria Francesa y la IV Internacional. El viaje coincidió con la revuelta estudiantil conocida como el Mayo francés, y Baxter no se perdió la oportunidad. En París conoció a Mario Roberto Santucho.
En 1970 vuelve a la Argentina (en forma clandestina) y Santucho lo introduce en el PRT, que más tarde crearía su brazo armado, el Ejército Revolucionario del Pueblo (ERP). Su paso por esta organización fue conflictivo y no finaliza en buenos términos. Terminó refugiándose en el Chile de Salvador Allende con su esposa e hija.

## Muerte
El 11 de julio de 1973, en un viaje desde Río de Janeiro hacia París, Baxter murió junto con otras 122 personas, al incendiarse el Vuelo 820 de la empresa brasileña Varig en el que viajaba, en un campo en Saulx-les-Chartreux, una localidad a 5 km antes de su destino, el aeropuerto de Orly (París). Sobrevivieron 11 personas. Baxter viajaba con 40 000 dólares estadounidenses, monto que se presume iba a ser entregado al Frente Sandinista de Liberación Nacional, en Nicaragua.
Su cuerpo fue reconocido por un antiguo compañero militante de Baxter.
Sus restos fueron enterrados en el Cementerio Británico de Buenos Aires.